# Heracles inexpectatus
Heracles inexpectatus è una specie estinta di pappagallo di grandi dimensioni vissuto nel Miocene inferiore, circa 16-19 milioni di anni fa (Burdigaliano) in Nuova Zelanda. La specie appartiene al genere monotipico Heracles, descritta da due tibiotarsi fossili scoperti nel 2008 a Saint Bathans, Otago, Nuova Zelanda. Si ritiene che la specie fosse alta fino a 90 centimetri per un peso di circa 7 kg. Le analisi iniziali suggeriscono che questo pappagallo appartenga all'ordine Psittaciformes e alla superfamiglia Strigopoidea, a cui sono ascritti tre generi primitivi di pappagalli: Nestor (Kea e Kākā), Strigops (Kākāpō) e il genere fossile Nelepsittacus. Heracles potrebbe essere stato l'antenato del kakapo.
La specie era probabilmente incapace di volare e il suo becco robusto era probabilmente in grado spaccare ben più di frutta, noci e bacche, i cibi convenzionali dei pappagalli. Come il kakapo, Heracles potrebbe aver usato il suo forte becco per aiutarsi a scalare gli alberi. Condivideva il suo ambiente con altre cinque specie di pappagalli del genere Nelepsittacus, così come con decine di altre specie di uccelli della fauna di St Bathans. Heracles inexpectatus rappresenta il più grande pappagallo noto. I comunicati stampa che riportarono la scoperta descrissero la specie come "pappagallo Ercole" e riportarono il soprannome dato dal paleontologo Mike Archer di "Squawkzilla".

## Tassonomia

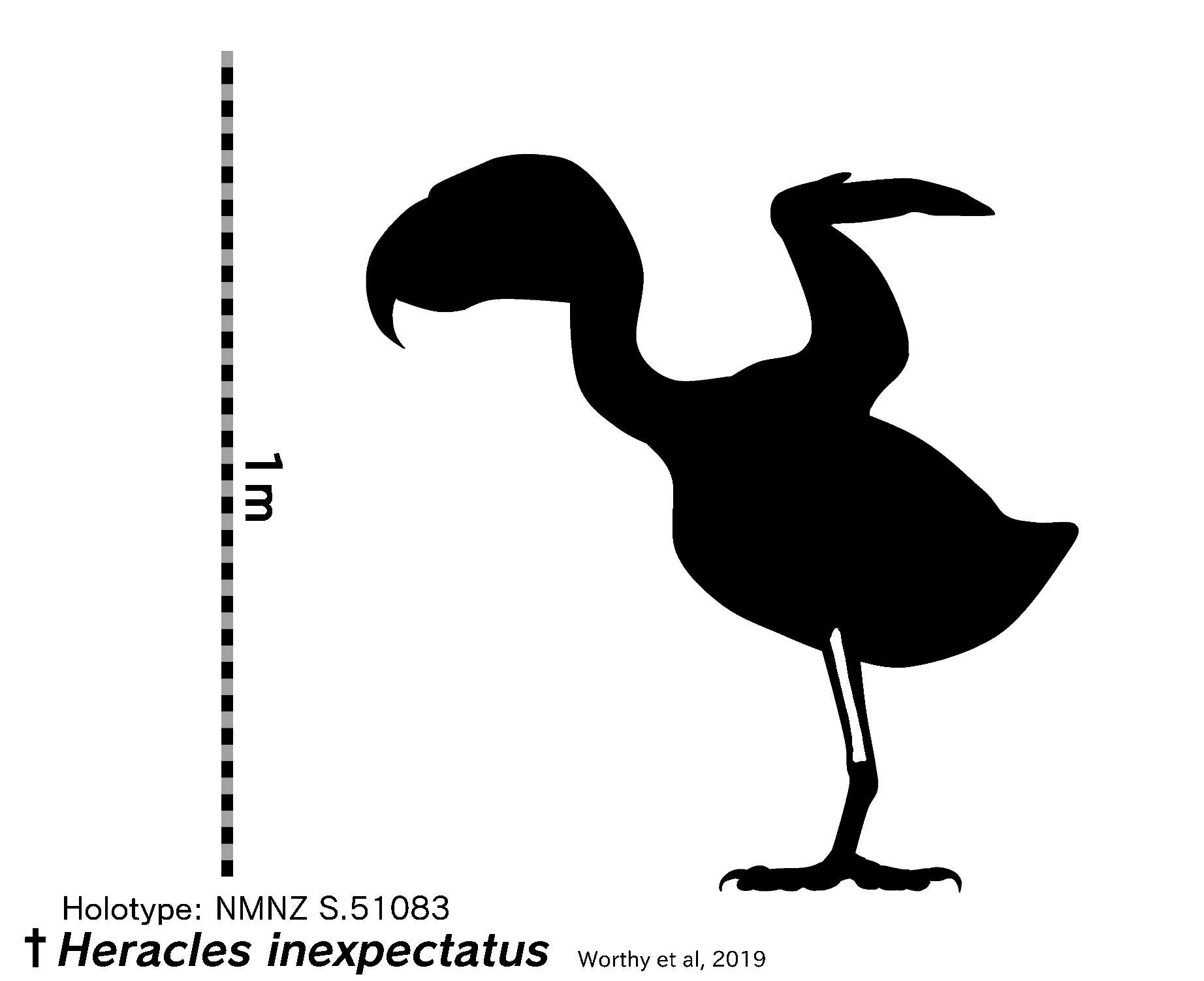
Ricostruzione scheletrica dell'olotipo di Heracles inexpectatus

Heracles inexpectatus venne descritto da due tibiotarsi (ossa delle gambe) incompleti, un sinistro e un destro, probabilmente appartenenti allo stesso individuo, scoperte nel 2008. L'osso sinistro è stato nominato come l'olotipo del genere e specie. Questi fossili sono stati raccolti il 14 gennaio 2008 in uno scavo di trincea ai piedi delle colline a 50 metri a est della riva del fiume Manuherikia nella stazione di Home Hills, Otago, Nuova Zelanda. Inizialmente si presumeva che i fossili appartenessero a un'aquila, ma sono stati nuovamente ispezionati dopo che uno studente di dottorato alla Flinders University ha notato che la morfologia ossea era significativamente diversa da quella delle tipiche aquile.
La descrizione di questa nuova specie e genere venne pubblicata nel 2019, emersa dalla ricerca condotta da Trevor Worthy, Suzanne Hand, Mike Archer, R. Paul Scofield e Vanesa L. De Pietri. Il ruolo chiave di Alan Tennyson e Te Papa in questa scoperta è stato successivamente riconosciuto in una correzione pubblicata nel 2021. L'etimologia del genere Heracles allude alla precedente denominazione del genere Nelepsittacus, anch'esso presente nella fauna di St Bathan, che fa riferimento al mitico re Neleo che fu ucciso dall'eroe greco Eracle, che uccise anche tutti i suoi figli, tranne Nestore. Il nome della specie, inexpectatus, è stato dato dagli autori per descrivere il loro stupore per l'inaspettata scoperta di un enorme pappagallo dal Miocene. L'etimologia del soprannome "Squawkzilla" è una parola composta dalle parole "squawk", una parola onomatopeica che indica il verso dei pappagalli, e "-zilla", un suffisso che denota grandi dimensioni, derivato dal kaiju Godzilla.

## Descrizione
Heracles inexpectatus rappresenta la specie più grande conosciuta di Psittaciformes, che comprende i moderni pappagalli e cacatua, le cui dimensioni sono state stimate a 90 centimetri di altezza, con una massa corporea di 7 chilogrammi. Si presume che questa specie fosse incapace di volare, vivendo una vita terrestre e forse arboricola. Il gigantismo insulare è stato osservato in altri ordini di uccelli, specialmente in Nuova Zelanda e Figi, ma questa specie supera le proporzioni di qualsiasi specie esistente o fossile dell'ordine dei pappagalli. Il record precedentemente noto per le dimensioni era detenuto dal rarissimo kakapo (Strigops habroptilus) della Nuova Zelanda, una specie arboricolo e notturna.

## Paleoambiente
I tibiotarsi fossili si sono depositati in un letto ricco di vari resti di animali, tra cui altre grandi specie di uccelli come i primi moa, anatidi e un'aquila, le cui ossa sono solitamente frammentarie. Il materiale tipo di Heracles inexpectatus rappresenta uno degli esemplari più completi ritrovati nel sito, che raramente produce fossili più lunghi di 100 millimetri. Il momento della deposizione è determinato tra i 16 e i 19 milioni di anni fa, in un'area associata a un sistema lacustre di acqua dolce, in una foresta umida dominata da specie di cicadi, palme e casuarine, insieme a una vasta gamma di fauna avicoli. La specie sembra aver occupato una nicchia ecologia non occupata dai mammiferi, che favoriva il gigantismo insulare esibito da alcune altre specie aviarie della regione.
Il clima dell'epoca in Nuova Zelanda era simile a quello odierno (temperato) e potrebbe essere stato soggetto a periodiche siccità. La stagione estiva (da dicembre a febbraio) aveva temperature medie diurne comprese tra i 20 e i 25 °C (68 e 77 °F) e un'umidità intorno all'80%. La stagione invernale (da giugno ad agosto) aveva temperature medie diurne comprese tra i 12 e i 16 °C (54 e 61 °F) e un'umidità intorno al 67%.